# Бражникова Марія Георгіївна
Бражникова Марія Георгіївна (3 жовтня 1913, Усмань — 13 лютого 1998, Москва) — радянська дослідниця в галузі біохімії та мікробіології, відкривачка низки антибіотиків (зокрема граміцидину С, альбоміцину). Доктор біологічних наук. Лауреатка Сталінської премії (1946). Була одружена з біологом Георгієм Гаузе

## Біографія
Народилась у місті Усмань (зараз Воронезька область, Російська Федерація) у родині лікаря терапевта й невропатолога Георгія Васильовича Бражникова (1877-?). Георгій Бражников навчався в Харкові. Мати — Клавдія Тимофіївна Гавриленко народилася в Усмані, закінчила Бестужевські курси.
Марія Бражникова закінчила середню школу в місті Бобров з золотою медаллю. Намагалася поступити до Воронезького університету та медичного інституту, але невдало через «непролетарське походження».
У 1930 році переїхала до Москви, де працювала на авіазаводі задля отримання «пролетарського стажу». Завдяки цьому 1933 року поступила на біологічний факультет Московського державного університету. В університеті зацікавилася антропологією та біохімією. Дипломну роботу виконала під керівництвом біохімка Сергія Северина.
Після закінчення університету в 1938 році поступила до аспірантури Всесоюзного інституту експериментальної медицини в лабораторію біохіміка Дмитра Рубінштейна, досліджувала проникність мембран еритроцитів для іонів калію, натрію та літію. Лишалася в інституті до жовтня 1941 року.
З 1942 року на запрошення Петра Сергієва перейшла працювати до Інституту малярії та медичної паразитології. У 1944 році захистила дисертацію кандидата біологічних наук на тему «Дослідження проникності еритроцитів для літію» (рос. Исследование проницаемости эритроцитов для лития).
У 1949 році перейшла працювати до Лабораторії антибіотиків АМН СРСР. У 1953 році захистила дисертацію доктора біологічних наук на тему «Отримання, очищення та дослідження властивостей нових антибіотиків» (рос. Получение, очистка и исследование свойств новых антибиотиков). Того ж року очолила новостворений відділ хімії у Всесоюзному інституті з винайдення нових антибіотиків АМН СРСР.
1956 року була у відрядженні в Чехословаччині, де співпрацювала з місцевими хіміками з метою вивчення структури альбоміцину.

### Родина
У 1935 році на лекції біохіміка Сергія Северина у МДУ Бражникова познайомилася з професором Георгієм Гаузе, з яким одружилася 1937 року. У 1940 році в них народився син Юрій.

## Наукова діяльність
Перші роботи були присвячені іонній проникності мембрани еритроцитів. Надалі вивчала вплив протималярійного препарату акрихіну на окисні процеси в нирках та печінці щурів.
У 1942 році Бражникова та Гаузе виділили перший в СРСР антибіотик, який назвали «граміцидин С» («С» від рос. советский, радянський). За це відкриття у 1946 році Бражникова разом з Гаузе та Петром Сергієвим отримала Сталінську премію.
Надалі вивчала антибіотики літмоцитин, іверин та альбоміцин. Разом з Гаузе відкрила антибіотик колістатин, але надалі він був засекречений, тому пріоритет отримала американська група Зельмана Ваксманна, який назвав його неоміцином.

## Пам'ять
2013 року російська пошта випустила поштову картку на честь століття з дня народження Марії Бражникової накладом 9 тисяч екземплярів.

## Наукові праці
- Гаузе, Г. Ф., Бражникова, М. Г. (1943). Некоторые новые антибактериальные вещества, вырабатываемые микроорганизмами. Журнал микробиологии, эпидемиологии и иммунологии, (4-5), 74-77.
- Гаузе, Г. Ф., Бражникова, М. Г. (1943). Грамицидин и его свойства. Советский грамицидин и лечение ран / Под ред. ПГ Сергиева. М.: Медгиз, 5-36.
- Gause, G. F.; Brazhnikova, M. G. (1944). Gramicidin S and its use in the Treatment of Infected Wounds. Nature. 154 (3918): 703—703. doi:10.1038/154703a0. ISSN 0028-0836.
- Гаузе, Г. Ф., Бражникова, М. Г., Белозерский, А. Н., Пасхина, Т. С. (1944). Биологическая и химическая характеристика кристаллического грамицидина С. Бюллетень экспериментальной биологии и медицины, 13(10-11), 3-6.
- Гаузе, Г. Ф., Бражникова, М. Г. (1951). Действие альбомицина на бактерии. Новый антибиотик-альбомицин (экспериментальные данные и применение в педиатрии). Новости медицины, (23), 3-7.
- Бражникова, М. Г., Ломакина, Н. Н., Лаврова, М. Ф., Юрина, М. С., Клюева, Л. М. (1963). Выделение и свойства ристомицина. Антибиотики, (5), 392.
- Horváth, Gyula; Brazhnikova, M. G.; Konstantinova, N. V.; Tolstykh, I. V.; Potapova, N. P. (1979). The structure of nocamycin, a new antitumor antibiotic. The Journal of Antibiotics. 32 (6): 555—558. doi:10.7164/antibiotics.32.555. ISSN 0021-8820.
- Рубашева, Л. М., Лаврова, М. Ф., Бражникова, М. Г. (1983). Количественное определение антибиотика тобрамицина с помощью высокоэффективной жидкостной хроматографии. Антибиотики, 4, 254-258.